# Rio Angerebe Menor
O Angerebe Menor é um curso de água do norte da Etiópia que segundo GWB Huntingford, passa ao norte de Gondar e flui em seguida para o sul e leste dessa cidade para se juntar ao rio Magech, que desemboca no Lago Tana. As coordenadas confluência com o Magech são 12° N 34'54 " 37 27'55 ° "E.
Este rio é conhecido por ter duas pontes que se cruzam e que foram construídos por artesãos portugueses durante o reinado de Fasilides da Etiópia.